# میه‌چیسواف راکوفسکی
میه‌چیسواف فرانچیشک راکوفسکی (لهستانی: Mieczysław Franciszek Rakowski؛ ‏ تلفظ لهستانی: [mʲɛtʂɨˈswaf]؛ ‏ ۱ دسامبر ۱۹۲۶ – ۸ نوامبر ۲۰۰۸) روزنامه‌نگار، تاریخ‌نگار، سیاستمدار و نویسنده اهل لهستان بود. وی از ۲۷ سپتامبر ۱۹۸۸ تا دوم اوت ۱۹۸۹ نخست‌وزیر لهستان بود.
میه‌چیسواف راکوفسکی همچنین دبیر اول حزب کارگران متحد لهستان بود.